# 阿尼維耶

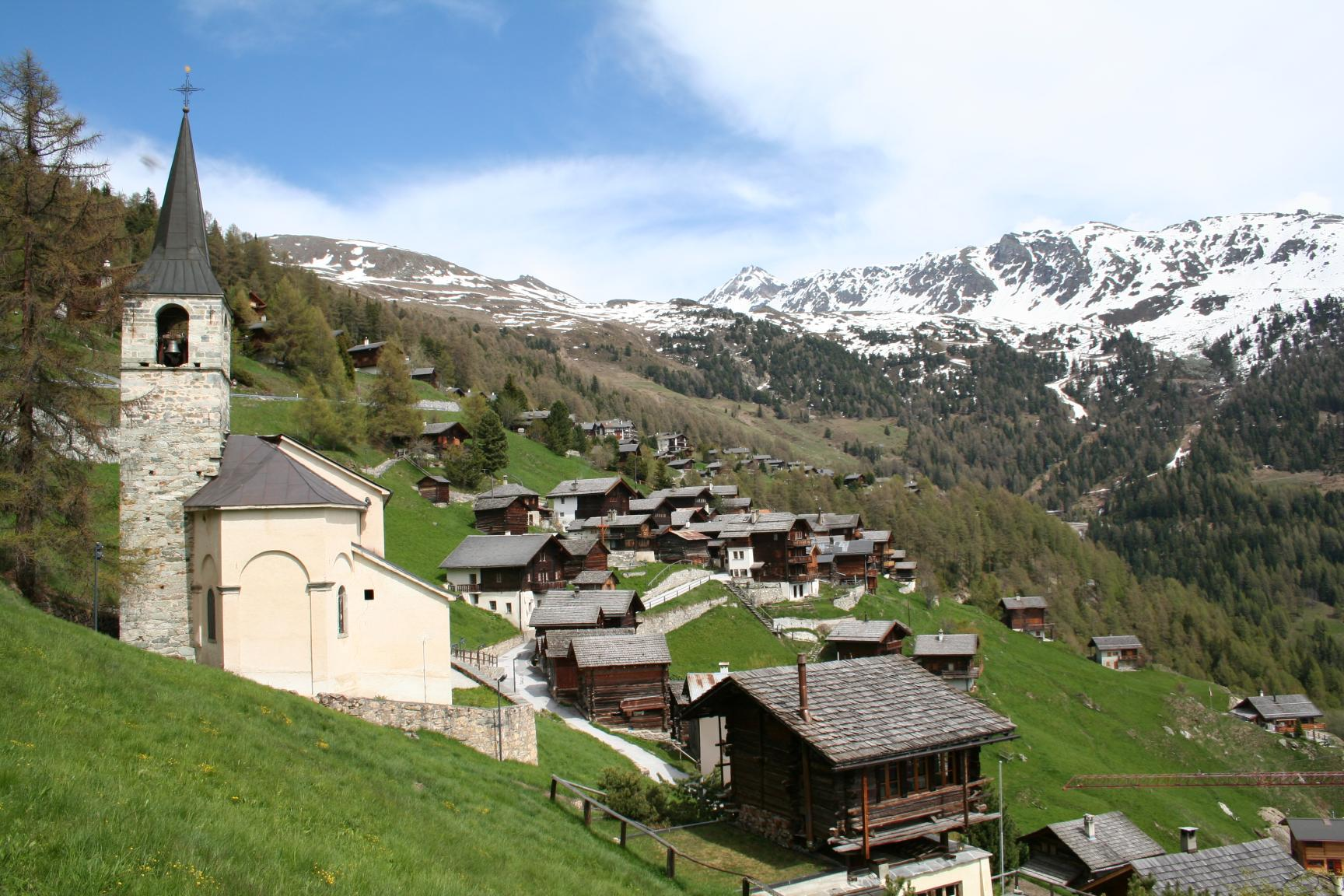

阿尼維耶是瑞士的城鎮，位於該國南部，由瓦萊州負責管轄，面積242.95平方公里，海拔高度1,202米，每年平均降雨量769毫米，2011年人口2,611，人口密度每平方公里11人。